# Cacia sarawakensis
Cacia sarawakensis är en skalbaggsart som beskrevs av Stefan von Breuning 1938. Cacia sarawakensis ingår i släktet Cacia och familjen långhorningar.
Artens utbredningsområde är Sarawak. Inga underarter finns listade.